# Rhyticeros
A Rhyticeros a madarak osztályába, a szarvascsőrűmadár-alakúak (Bucerotiformes) rendjébe és a szarvascsőrűmadár-félék (Bucerotidae) családjába tartozó nem.
Nagyon közeli rokonságban állnak az ide tartozó fajok az Aceros nembe sorolt szarvascsőrűekkel. Sok taxonómus egybe is olvasztja a két nemet, és a Rhyticeros fajokat is az Aceros nembe sorolja.
Más rendszerek elfogadják a Rhytecorost különálló nemnek. 
Általánosan az itt felsorolt fajokat sorolják a Rhytyceros nembe, de néhány rendszerezéssel foglalkozó kutató szinte valamennyi Aceros fajt inkább ide sorolja, csak a vöröshasú szarvascsőrűt (Aceros nipalensis) hagyja meg, mint az Aceros nem egyetlen képviselőjét.

## Rendszerezés
A nembe az alábbi 5 faj tartozik:
- sisakos goge (Rhyticeros cassidix vagy Aceros cassidix)
- szumbai szarvascsőrű (Rhyticeros everetti) vagy (Aceros everetti)
- barázdás szarvascsőrű (goge) (Rhyticeros undulatus) vagy (Aceros undulatus)
- sárgatorkú szarvascsőrűmadár (Rhyticeros subruficollis) vagy (Aceros subruficollis)
- pápua szarvascsőrű (Rhyticeros plicatus) vagy (Aceros plicatus)
- andamáni szarvascsőrű (Rhyticeros narcondami) vagy (Aceros narcondami)